# Guy de Penthièvre
Guy de Bretagne ou Guy VII de Limoges, (né en 1287 - mort à Chaillot le 27 mars 1331), était le second fils du duc de Bretagne Arthur II et de Marie, vicomtesse de Limoges. Il fut vicomte de Limoges de 1314 à 1317 et comte de Penthièvre de 1317 à 1331.

## Biographie
En épousant Isabelle de Castille, son frère, le duc Jean III de Bretagne, lui donne « à cause de noces » la vicomté de Limoges. Guy refuse de ratifier la donation de ce bien venant de leur mère sur lequel il possède lui-même des droits. Après plusieurs années de mariage, Isabelle étant sans enfant, le duc Jean III investit finalement son frère en mars 1314 de la vicomté litigieuse. Isabelle proteste de son bon droit auprès du Pape qui par une bulle du 1er septembre 1314 invite le duc à restituer à la duchesse le domaine dont elle avait été dépouillée. Elle récupère la vicomté en 1317. Jean III doit donner en compensation à son frère le comté de Penthièvre qui, réuni aux domaines de son épouse Jeanne d'Avaugour en Goëlo, constituera une importante puissance politique dans le nord de la Bretagne. 
À sa mort, ses droits passent à sa fille Jeanne de Penthièvre. Guy de Penthièvre est inhumé dans l'église des Cordeliers de Guingamp, nécropole de la famille de son épouse.

## Mariages et descendance
En 1318, Guy épouse en premières noces Jeanne d'Avaugour (1300 - † 1327), dame de Goello, fille d'Henri, seigneur d'Avaugour dont il aura une fille unique: 
- Jeanne (1319 - † 1384), comtesse de Penthièvre, puis duchesse de Bretagne, mariée en 1337 à Charles de Blois-Châtillon (1319 - † 1364)

Veuf, il se remarie avec Jeanne de Belleville, mais à la suite d'une enquête menée à partir du 10 février 1330 par les évêques de Vannes et de Rennes le mariage est annulé par le pape Jean XXII en 1330. Le pontife autorise le 12 février 1331 Guy à épouser « pendant le Carême  » Marie de Blois, nièce de Philippe VI de France. Guy meurt toutefois dès le mardi 26 mars 1331 sans avoir été remarié.